# Amado Nervo

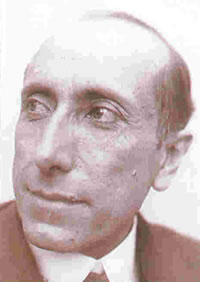
Amado Nervo

Amado Nervo (* 27. August 1870 in Tepic/Nayarit; † 24. Mai 1919 in Montevideo) war ein mexikanischer Schriftsteller, Journalist und Diplomat.
Nervo besuchte ab 1884 das Colegio San Luis Gonzaga in Jacona und begann 1889 ein Jurastudium am Seminario de Zamora. Ein Theologiestudium, das er dort 1891 begann, brach er im selben Jahr ab und ging nach Mazatlán, wo er für den Correo de la Tarde schrieb. 1894 ging er in die Landeshauptstadt und verfasste dort Geschichten, Sketche, humoristische Artikel, Theaterkritiken, Buchrezensionen, Artikel und Berichte für Zeitungen wie El Mundo Ilustrado,El Nacional, El Imparcial und El Mundo.
1895 erschien Nervos erster Roman El Bachiller, 1898 der Lyrikband Misticas. 1899 wurde am Teatro Central von Mexiko seine Zarzuela Consuelo mit der Musik von Antonio Cuyás uraufgeführt. Als Korrespondent des El Mundo nahm er 1900 an der Weltausstellung in Paris teil. Hier lernte er Paul Verlaine, Oscar Wilde und Jean Moréas kennen und traf mit zahlreichen lateinamerikanischen Künstlern wie Carlos Diaz Dufóo, Justo Sierra, Luis Quintanilla, Gustavo E. Campa, Jesús F. Contreras, Guillermo Valencia, Manuel Ugarte und Enrique Gómez Carrillo zusammen.
1902 kehrte er nach Mexiko zurück und veröffentlichte die Gedichtbände El Exodo y Las Flores del Camino und Lira Heroica. Er arbeitete erneut für El Mundo, El Imparcial und El Mundo Ilustrado und wurde Professor für spanische Sprache an der Escuela Nacional Preparatoria. 1905 erschien der Gedichtband Los Jardines Interiores. Im selben Jahr trat er als Botschaftssekretär der spanischen Botschaft in Madrid in den diplomatischen Dienst.
In Spanien entstanden einige seiner bedeutendsten Werke, darunter En Voz Baja, Juana de Asbaje, Serenidad, La Amada Inmóvil,  Elevación und Plenitud. 1914 wurde er aus dem diplomatischen Dienst entlassen und lebte in finanziell schwierigen Umständen, bis er 1918 als Bevollmächtigter Botschafter Mexikos nach Argentinien und Uruguay entsandt wurde. Er starb 1919 in Montevideo. Sein Leichnam wurde nach Mexiko überführt und in der Rotonda de los Hombres Ilustres beigesetzt. Auch Nervos Brüder Luis und Rodolfo Nervo wurden als Schriftsteller bekannt.